# 小行星6737
小行星6737（英語：6737 Okabayashi）是一颗围绕太阳公转的小行星。1993年3月15日，圓舘金、渡邊和郎在北见发现了此天体。
这颗小行星的绝对星等为67.78179等。